# 언어 접촉
언어 접촉(言語接觸, language contact)은 두 가지 혹은 그 이상의 언어가 서로 상호작용하고 영향을 미치는 것을 말한다. 언어 접촉은 지리적 근접성으로 인해 언어 경계에서 자연스럽게 발생할 수도 있고, 인구 이동을 통해 한 언어가 다른 언어의 사용 지역으로 침입하여 기층 언어 또는 상층 언어로서 역할을 하며 발생할 수도 있다.
집중적인 언어 접촉은 언어 수렴이나 어휘 교체 등 큰 변화를 초래하기도 하며 간혹 피진, 크리올, 혼합 언어와 같은 새로운 접촉 언어가 형성될 수도 있다. 다른 많은 경우에는 언어 접촉이 소규모로 지속적으로 일어나며 이런 경우 외래어, 번역차용 등의 효과가 나타날 수 있다.

## 같이 보기
- 언어 교체
- 코드스위칭
- 차용어
- 언어동조대